# Kolomyias getto
Kolomyias getto var ett getto i staden Kolomyia i distriktet Galizien i Generalguvernementet, det polska territorium som lades under tysk ockupation 1939. Det existerade från mars 1942 till februari 1943 och hyste ursprungligen omkring 18 000 judiska män, kvinnor och barn. Drygt 16 000 av dess mördades; de flesta i förintelselägret Bełżec, medan andra fördes till ett skogsområde vid Szeparówce, där de arkebuserades.

### Webbkällor
- ”Kolomyja Ghetto” (på engelska). Aktion Reinhard Camps. Arkiverad från originalet den 26 januari 2015. https://archive.today/20150126012834/http://www.deathcamps.org/occupation/kolomyja%20ghetto.html. Läst 26 januari 2015.